# Mojca Drčar Murko
Mojca Drčar Murko (Lubiana, 2 luglio 1942) è una politica e giornalista slovena.
Si laureò in giurisprudenza nel 1965 all'Università di Lubiana, e nel 1973 si specializzò in diritto pubblico e civile all'Università di Zagabria.
Dal 1974 al 1976 fu presidente del Giurì d'onore dell'Associazione dei giornalisti di Slovenia. Successivamente fu corrispondente all'estero per il quotidiano Delo (da Bonn fra il 1978 e il 1982, da Roma fra il 1989 e il 1993 e da Vienna fra il 1997 e il 2004.
Alle elezioni europee del 2004 fu eletta al Parlamento Europeo nelle file della Democrazia Liberale di Slovenia. È stata un membro della "Commissione per l'ambiente, la sanità pubblica e la sicurezza alimentare" e della "Delegazione alla commissione parlamentare mista UE-ex Repubblica iugoslava di Macedonia"; è stata inoltre membro sostituto della "Commissione per lo sviluppo regionale", della "Delegazione alla commissione parlamentare mista UE-Croazia" e della "Delegazione all'Assemblea parlamentare Euromediterranea".